# 沃洛德米爾斯凱

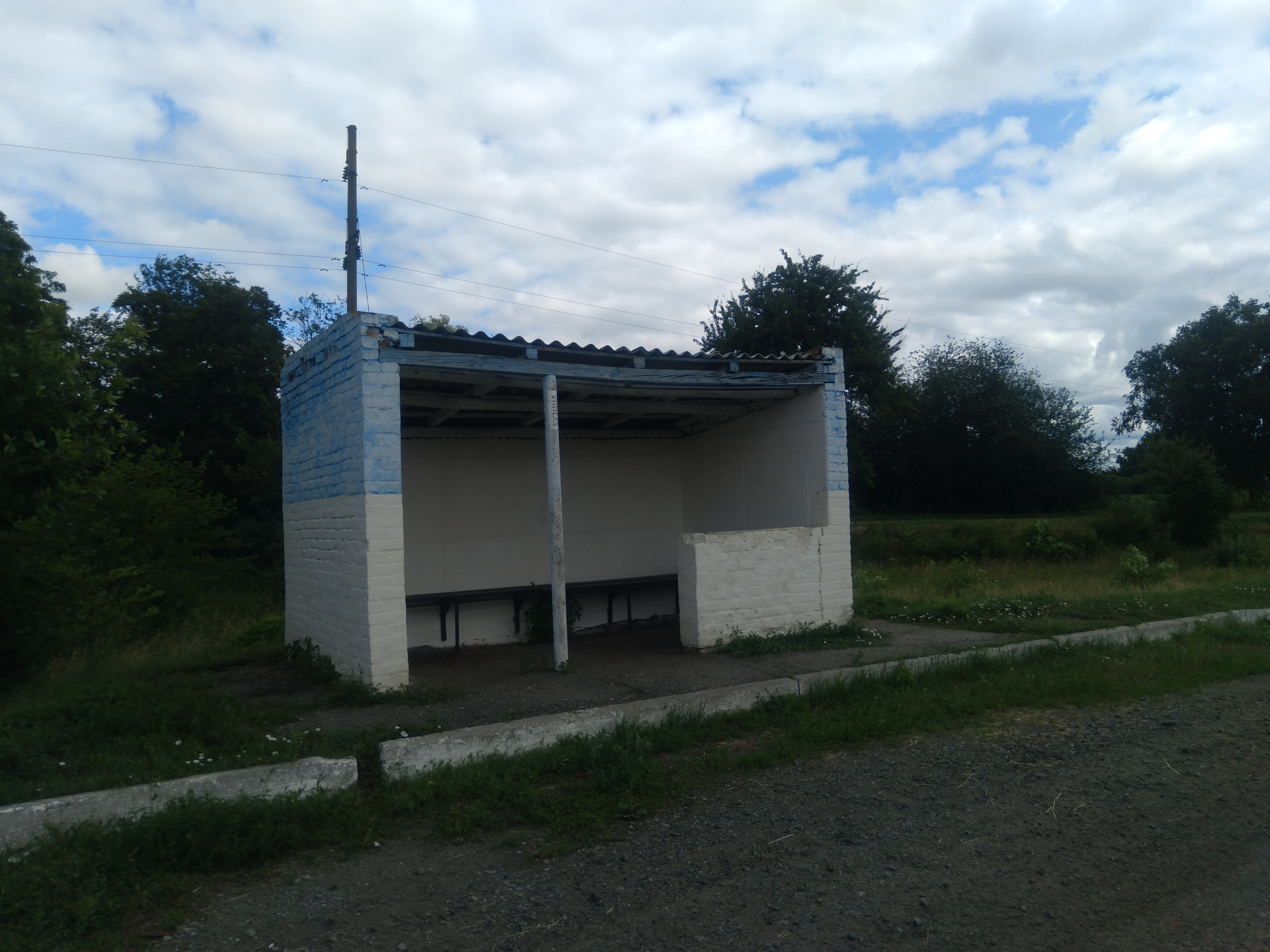
公交车站

50°26′49″N 31°50′27″E / 50.44694°N 31.84083°E
沃洛德米爾斯凱（烏克蘭語：Володимирське）是位於烏克蘭北部的村莊，由基辅州布羅瓦雷區的茲胡里夫卡市鎮負責管轄。該村始建於1839年，面積0.97平方公里，海拔高度133米，2001年人口164，人口密度每平方公里168.4人。